# Nord Stream-sabotagen 2022
Den 26. september 2022 blev et læk af gas fra rørledningen Nord Stream 2 opdaget i Østersøen sydøst for Bornholm. Flere timer senere blev yderligere to læk i rørledningen Nord Stream 1 opdaget nordøst for øen. Begge gasrørledninger forbinder Rusland og Tyskland. Den svenske Kustbevakningen opdagede 27. september 2022 en fjerde lækage, den anden i Nord Stream 2. Det var det største angreb på europæisk infrastruktur siden Anden Verdenskrig.
Lækagerne blev lokaliseret i internationalt farvand, som ikke er en del af nogen nations territorialfarvand, men indenfor Sveriges og Danmarks eksklusive økonomiske zoner. Nord Streams operatør Nord Stream AG udtalte, at det var "hidtil uset" at rørledningerne på én og samme dag havde fået sådanne skader.
Lækagerne opstod et halvt år efter Ruslands invasion af Ukraine 24. februar 2022, og én dag efter, at Polen og Norge åbnede den alternative rørledning Baltic Pipe, der løber gennem Danmark, og hændelserne blev hurtigt tolket ind i dette forløb. Statsminister Mette Frederiksen udtalte at lækagerne måtte være forårsaget af bevidste handlinger og ikke uheld, og præciserede, at der var registreret eksplosioner. Sveriges statsminister Magdalena Andersson sagde, at det formentlig var sabotage,, hvilket også blev udtrykt af repræsentanter fra den Europæiske Union og NATOs generalsekretær Jens Stoltenberg. Tidligere havde flere kommentatorer antydet, at omstændighederne omkring lækagen så ud til at være mistænkelige, og at det muligvis havde været en sabotagehandling.
Den ukrainske præsidentielle rådgiver Mykhailo Podolyak tolkede hændelserne som "et terrorangreb planlagt af Rusland og en aggressionshandling mod EU", mens den tidligere polske forsvarsminister Radosław Sikorski hævdede, at USA saboterede rørledningerne og takkede dem for at gøre det.

## Gasrørledningernes status før hændelserne
Ingen af gasrørledningerne var åbne på tidspunktet for hændelserne. Nord Stream 2 var færdigbygget, men 22. februar 2022 havde den tyske kansler Olaf Scholz meddelt, at Tyskland i forlængelse af Putins beslutning om at anerkende selvstændighed for de to selverklærede republikker Lugansk og Donetsk i det østlige Ukraine ikke kunne godkende rørledningen, og den åbnede som følge heraf aldrig. På tidspunktet for lækagerne var Nord Stream 2 ikke desto mindre fyldt med 300 mio. kubikmeter gas. Nordstream 1 havde været åben siden 2011, men i juni 2022 reducerede Gazprom uden varsel gasleverancerne gennem Nord Stream 1 til først 60% og derefter til 40% af normal kapacitet. Pga. planlagt vedligehold blev der lukket helt ned fra 11. – 21. juli. Da gasrørledningen åbnede igen var det med ca. 20% af maksimal kapacitet. Gazprom lukkede endnu en gang gasrørledningen 30. august 2022 for igen angiveligt at udføre vedligeholdelsesarbejder, der skulle være afsluttet natten mellem 2. og 3. september, men meddelte efterfølgende, at ledningen ikke kunne genåbnes på ubestemt tid pga. tekniske problemer.

## Hændelser
GEUS udtalte, at en seismograf på Bornholm viste to store udslag den 26. september 2022: Den første kl. 02:03 centraleuropæisk sommertid havde en styrke på 2,3 på Richter-skalaen og den anden kl. 19:03 havde en styrke på 2,1. Lignende data blev leveret af en seismograf på Stevns og af flere seismografer i Tyskland, Sverige (så langt væk som stationen i Kalix), Finland og Norge. Data viste, at rystelserne var sket i nærheden af de steder, hvor lækagerne senere blev opdaget. Omkring samme tid blev tryktab registreret i Tyskland.
Efter Tysklands indledende rapport om tryktab i Nord Stream 2 blev en gaslækage fra rørledningen opdaget af en dansk F-16 sydøst for Dueodde, Bornholm. Under henvisning til fare for skibsfarten lukkede Søfartsstyrelsen havet for alle fartøjer i en zone på 5 sømil (9,3 km) omkring lækagestedet, og rådede fly til at holde sig mindst 1.000 m over det. Røret, som ikke var i drift, var blevet fyldt med 300 millioner kubikmeter gas som forberedelse til dets første leverancer. Flere timer senere efter Tyskland havde rapporteret om tryktab i Nord Stream 1 opdagede de svenske myndigheder en anden og tredje gaslækage i rørledningerne. Selvom ingen af rørledningerne har leveret forsyninger til Europa, er begge stadig fyldt med gas. Hver ledning i rørledningen består af omkring 100.000 24-tons betonbelagte stålrør lagt på havbunden. Rørledningerne har ifølge Nord Stream en konstant indvendig diameter på 1,153 meter. Sektioner ligger i en dybde på omkring 80-110 meter.
Den største af lækagerne pr. 27. september 2022 skabte turbulens på vandoverfladen på cirka 1 kilometer i diameter, mens den mindste dannede en cirkel på omkring 200 meter i diameter.

## Årsag
På et pressemøde sent den 27. september 2022 sagde statsminister Mette Frederiksen, at lækagerne var forårsaget af bevidst handling, ikke uheld, og præciserede, at der var registreret eksplosioner. Kort efter sagde Sveriges statsminister Magdalena Andersson, at det sandsynligvis var sabotage og nævnte også detonationerne. GEUS sagde, at de rystelser, der var blevet opdaget, var ulig dem, der registreres under jordskælv, men lignede dem, der registreres under eksplosioner. Den svenske public service tv-station SVT rapporterede, at målestationer i både Sverige og Danmark registrerede kraftige undervandseksplosioner nær Nord Stream-rørledningerne. Björn Lund, lektor i seismologi ved The Swedish National Seismic Network (SNSN) sagde "der er ingen tvivl om, at der var tale om eksplosioner". Repræsentanter fra den Europæiske Union gav sabotage skylden, og det samme gjorde NATO's generalsekretær Jens Stoltenberg og Polens premierminister Mateusz Morawiecki.
Ruslands regering sagde, at det ikke udelukkede sabotage som årsag til skaden på Nord Stream-rørledningerne. Dmitry Peskov, en talsmand for regeringen, sagde: "Vi kan ikke udelukke nogen mulighed lige nu. Åbenlyst er der en form for ødelæggelse af røret. Før resultaterne af undersøgelsen er det umuligt at udelukke nogen mulighed."
Lækagerne er ved at blive undersøgt for om de kan være forårsaget af målrettede angreb fra ubåds- eller rydningsdykkere. Den 18. november oplyste svenske myndigheder, at der ved en forundersøgelse var fundet spor af sprængstoffer på dele af rørene, og konkluderede, at lækagerne skyldtes "grov sabotage".
Den 8. marts 2023 bekræftede den tyske forbundsanklagemyndighed, at et skib er mistænkt for at have transporteret sprængstoffer til angrebet. Den blev søgt fra den 18. til den 20. januar.
Den 28. april 2023 berettede Dagbladet Information efter aktindsigt, at Forsvarskommandoen havde bekræftet at det russiske specialfartøj SS-750 (en), som medfører mini-ubåden AS-26, var blevet observeret nær Nord Stream rørledningerne 4 dage før de sprængtes. Forsvarskommandoen bekræftede videre, at patruljefartøjet P524 Nymfen den 21. september sejlede fra Rødbyhavn og at dets besætning dagen efter i området nær rørledningerne tog 26 fotografier af SS-750 samt yderligere 86 fotografier af andre russiske fartøjer.

## Spekulationer om (ansvarlige for) hændelserne
Den svenske og danske statsminister har begge været uvillige til at spekulere i, hvem der var ansvarlig for hændelserne. En forsker fra Forsvarsakademiet udtalte, at Rusland ville være den, der ville nyde godt af flere forstyrrelser på det europæiske gasmarked.
Ukrainske præsidentiel rådgiver Mykhailo Podolyak sagde, at det var "et terrorangreb planlagt af Rusland og en aggressionshandling mod EU".
Asia Times rapporterede, at de baltiske lande, Finland, Ukraine og USA potentielt ville drage fordel af at beskadige rørledningerne. Det polske europaparlamentsmedlem og tidligere forsvarsminister Radosław Sikorski hævdede, at USA saboterede rørledningerne og takkede dem for at gøre det.
I Marts 2023 rapporterede flere medier, der citerede anonyme amerikanske efterretningskilder, at en pro-Ukraine gruppe (muligvis bestående af ukrainere og/eller russere) måske udførte angrebet uden regeringstilladelse. Det skulle i så fald være sket ved hjælp af en 50-fods sejlbåd Andromeda.
Ifølge Orlogskaptajn Johannes Riber er det risikabelt og højst usandsynligt at man kan transportere nok mængder sprængstof til 80 meter dybde gentagne gange fra en yacht. Det er langt mere sandsynligt at der fx er placeret søminer fra en ubåd.